# Boxe aux Jeux de l'Empire britannique et du Commonwealth de 1954
Navigation
Édition précédente Édition suivante
Les compétitions de boxe anglaise des Jeux de l'Empire britannique et du Commonwealth de 1954 se sont déroulées du 30 juillet au 7 août à Vancouver, Canada.

## Résultats

### Podiums
| Catégories                    | Médaille d'or          | Médaille d'argent | Médaille de bronze    |
| Poids mouches (-51 kg)        | Dick Currie            | Abe Bekker        | Warner Batchelor      |
| Poids coqs (-54 kg)           | John Smillie           | Gordon Smith      | Abubakar Idi Garuba   |
| Poids plumes (-57 kg)         | Leonard Leisching      | Malcolm Collins   | Dave Charnley         |
| Poids légers (-60 kg)         | Piet van Staden        | Frank McQuillan   | Brian Cahill          |
| Poids super-légers (-63,5 kg) | Mickey Bergin          | Aubrey Harris     | Des Duguid            |
| Poids welters (-67 kg)        | Nicholas Gargano       | Rodney Litzow     | Hendrik van der Linde |
| Poids super-welters (-71 kg)  | Wilf Greaves           | Freddy Wright     | Bruce Wells           |
| Poids moyens (-75 kg)         | Johannes van der Kolff | Arthur Crawford   | Marcel Piau           |
| Poids mi-lourds (-81 kg)      | Piet van Vuuren        | Tony Madigan      | Bill Misselbrook      |
| Poids lourds (+81 kg)         | Brian Harper           | Gerry Buchanan    | George Jenkins        |

### Tableau des médailles
| Place | Pays             | Médaille d'or | Médaille d'argent | Médaille de bronze | Total |
| ----- | ---------------- | ------------- | ----------------- | ------------------ | ----- |
| 1     | Afrique du Sud   | 3             | 0                 | 2                  | 5     |
| 2     | Canada           | 2             | 1                 | 2                  | 5     |
| 3     | Écosse           | 2             | 1                 | 0                  | 3     |
| 4     | Angleterre       | 2             | 0                 | 2                  | 4     |
| 5     | Rhodésie du Sud  | 1             | 4                 | 0                  | 5     |
| 6     | Australie        | 0             | 2                 | 3                  | 5     |
| 7     | Rhodésie du Nord | 0             | 1                 | 0                  | 1     |
| 7     | Pays de Galles   | 0             | 1                 | 0                  | 1     |
| 9     | Nigéria          | 0             | 0                 | 1                  | 1     |
| Total | 9 pays médaillés | 10            | 10                | 10                 | 30    |